# Maurice Tournier (linguiste)
Pour les articles homonymes, voir Maurice Tournier et Tournier.
Maurice Tournier, également connu sous le pseudonyme de Maurice Jury, né dans le 5e arrondissement de Lyon le 5 janvier 1933 et mort à La Verrière le 7 septembre 2013, est un essayiste, romancier et linguiste français. Il a notamment fondé en 1980, la revue Mots : Les Langages du politique.

## Biographie
Maurice Tournier étudie à l'École normale supérieure de Fontenay-Saint-Cloud, puis obtient un doctorat de lettres. Agrégé de lettres modernes depuis 1963, il enseigne cette discipline. Il devient chercheur au CNRS en sciences du langage, puis directeur de recherche émérite. Fondateur, en 1989, de la revue Mots : Les Langages du politique, il dirige un laboratoire de lexicométrie politique. En 1972, il se spécialise en lexicologie. Ses travaux portent notamment sur la lexicométrie et sur le langage dans le domaine politique. Il écrit aussi des romans sous le pseudonyme de Maurice Jury.

## Travaux scientifiques
Il introduit le terme lexicométrie et étudie le langage du domaine politique, notamment la parole ouvrière, syndicale et révolutionnaire, selon plusieurs aspects : origine sociale, étymologie, distribution.

## Essais
- Des mots sur la grève. Propos d’étymologie sociale 1, ENS Éditions, Lyon, 1993 [6]
- Des mots en politique. Propos d’étymologie sociale 2, ENS Éditions, Lyon, 1997
- Des sources du sens. Propos d’étymologie sociale 3, ENS Éditions, Lyon, 2002 [7]
- Les mots de Mai 68, Presses universitaires du Mirail, 2007 [8]
- Des noms et des gens en République (1879-1914), L’Harmattan, 2010 [9]

## Romans
Maurice Tournier a publié deux romans sous le nom de Maurice Jury :
- Le péché d'omission, Alger 1958-1961, roman, Éditions Seghers, 1991 [10]
- Tala, roman, HB éditions, 1998 [11]

Sous son nom :
- La ville flagellée, Lyon 1831-1834, Éditions L'Harmattan, 2003